# Šentrupert (Braslovče)
Šentrupert (Duits: Sankt Ruprecht) is een plaats in Slovenië en maakt deel uit van de gemeente Braslovče in de NUTS-3-regio Savinjska. De plaats telde 156 inwoners op 1 januari 2020.

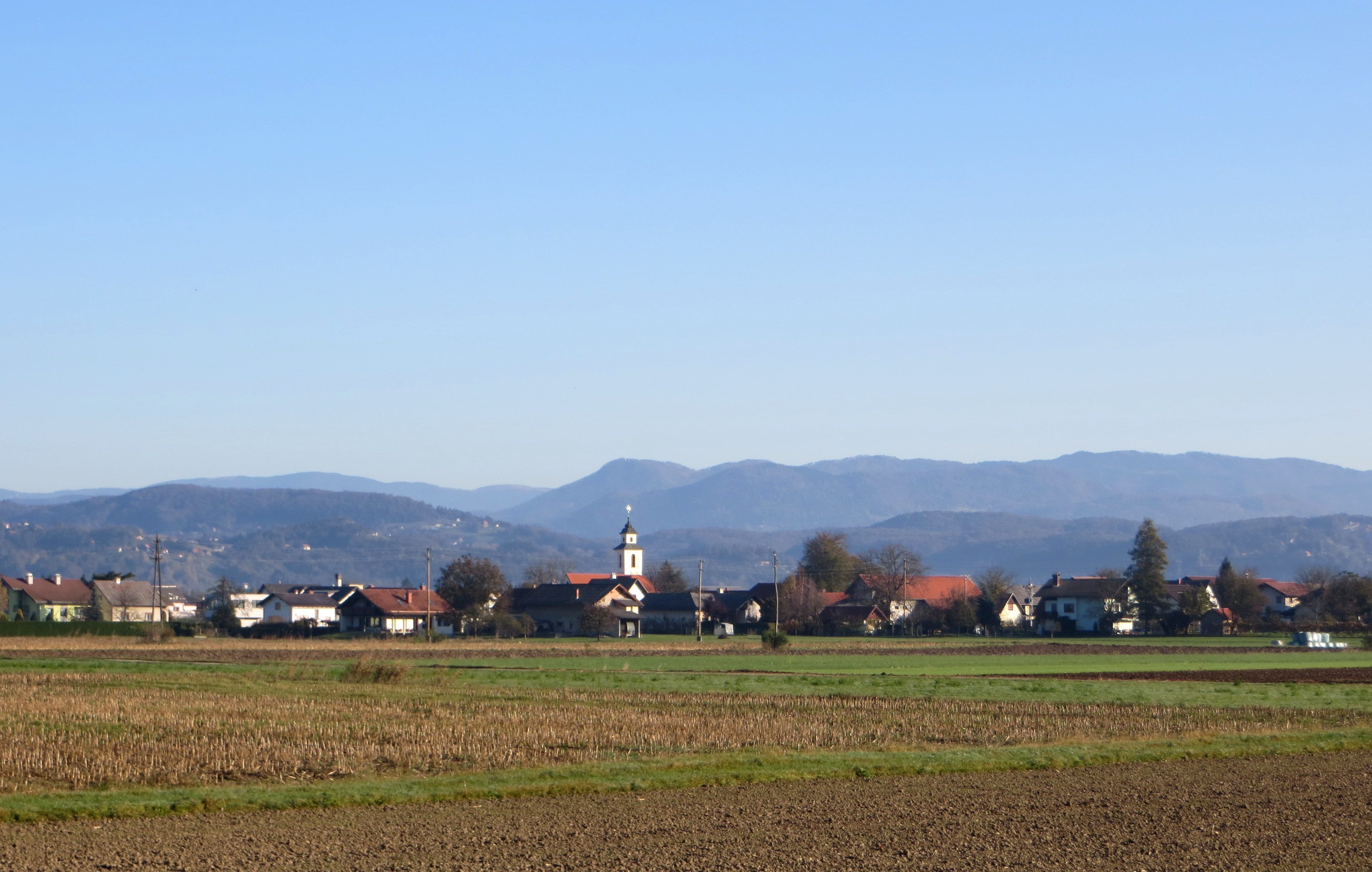
Dorpsaanzicht